# Ulrik Juhl Tingrupp
Ulrik Juhl Tingrupp (født 8. oktober 1986 i København) er en dansk håndboldspiller der tidligere spillede for den engelske mesterklub London GD Handball Club i London.